# 遠山友由
遠山 友由（とおやま ともよし）は、美濃苗木藩の第5代藩主。幼名は勝千代。通称は宮内。

## 略歴
元禄7年9月22日（1694年11月9日）、苗木城にて生まれた。
宝永2年（1705年）6月10日、将軍・徳川綱吉に御目見えした。
宝永4年（1707年）12月23日、従五位下に叙任され、伊予守 友章と称した。
正徳2年（1712年）2月16日、父の隠居により家督を継ぎ、4月28日に藩主となって初めて苗木城へ帰城した。
正徳3年（1713年）2月、大坂加番に任じられ、3月11日に苗木城を発駕した。藩政では倹約を主とした。
この時に家老の陶山直右衛門、安田造酒右衛門、そして物頭の纐纈市兵衛が旗を、棚橋左一右衛門が鉄炮を、陶山茂左衛門が弓を、深尾斧右衛門が槍を携え、
その他、神山定右衛門、纐纈左中、伊藤輿三右衛門、小川平左衛門、小倉音右衛門、大脇権右衛門、鹽治輿九郎らが随従し、同年8月5日まで勤番した。
正徳5年（1715年）4月から、享保元年（1716年）4月まで幸橋御門番を勤めた。また同年、名前を友由に改名した。
享保2年（1717年）10月24日から、享保3年（1718年）4月15日まで日比谷御門番を勤めた。
享保3年7月26日（1718年8月22日）に発生した遠山地震によって苗木城内が大破した。
享保6年（1721年）8月15日、江戸城の殿中にて急病により倒れた。11月には、十三ヶ条の百姓衣類定書を公布した。
友由は生前、長男の遠山友将に跡目を相続することと、弟の遠山友央に加茂郡の内の500石を分知して旗本とすることを願い出て許可された。
その後病状は次第に重篤となり、享保7年（1722年）4月21日に江戸にて没した。
遺骸は苗木へ送られて雲林寺墓地(中津川市苗木の苗木遠山家廟所)に埋葬された。享年29歳。
長男の友将が苗木藩主を嗣いだ。

## 安田太左衛門
遠山友由の側近として仕えた安田太左衛門は、友由の墓前の地である巨岩の盤上で殉死した。
殉死は幕命によって禁じられていたが、太左衛門の忠誠心と責任感の強さによるものとして問題にはならなかった。
「苗木藩士安田太左衛門殉死の跡」(所在地:中津川市苗木2876-2)は、昭和54年(1979年)4月24日に岐阜県の指定史跡となった。